# فرودگاه تکبانده پونتا چیواتو
 فرودگاه تکبانده پونتا چیواتو (به انگلیسی: Punta Chivato Airstrip) یک فرودگاه خصوصی با کد یاتا PCV است که یک باند فرود خاک دارد و طول باند آن ۱۲۴۶ متر است. این فرودگاه در کشور مکزیک قرار دارد و در ارتفاع ۵ متری از سطح دریا واقع شده است.